# São Pedro da Água Branca
São Pedro da Água Branca é um município brasileiro no extremo oeste do estado do Maranhão.
Fica às margens da Estrada de Ferro Carajás, por onde são realizados os transportes de passageiros e de cargas à capital maranhense, São Luís e às cidades paraenses de Marabá e Parauapebas. Também se situa as margens da Rodovia MA-125, que dá acesso à BR-010 (Belém-Brasília), e a 683 quilômetros de São Luís, a cidade está estruturada em torno da MA-125, onde funcionam pontos de comércio e serviços, como o posto de combustível que atende aos caminhoneiros. A zona urbana expande-se em direção ao leste. São Pedro da Água Branca não dispõe de transporte público. A paisagem local é marcada pelas florestas de eucalipto, destinadas à produção de celulose, papel e carvão. A população municipal era de 11.198 habitantes, de acordo com estimativa feita em 2006 pelo IBGE. No Censo 2000, a área urbana contava com 86,6% dos habitantes, apresentando densidade demográfica de 3.700 pessoas por quilômetro quadrado.
A demarcação territorial do município é bastante peculiar, pois a divisa de estado entre o Maranhão e o Pará praticamente contorna a área urbana da cidade.

## História e economia
São Pedro da Água Branca surgiu em meados dos anos 1970 com a chegada de migrantes de Minas Gerais, Espírito Santo e Bahia. Instalados nas proximidades do Córrego Água Branca, eles deram início à exploração dos recursos da floresta amazônica com incentivos federais e estaduais. O crescimento local teve impulso na década de 1980 com a construção da Estrada de Ferro Carajás. Na década seguinte, o município teve grandes áreas reflorestadas com eucalipto. São Pedro da Água Branca se emancipou de Imperatriz em 1994.
Seu primeiro prefeito, Gerson, tomou posse em 1º de janeiro de 1997. O próximo prefeito foi Nerias Teixeira, em seguida foi eleito Ildézio Gonçalves, conhecido como (Juca) gestor de (2004-2008), em seguida eleito Vanderlúcio Simão Ribeiro gestor de (2009-2015) dois mandatos consecutivos, em 2016 teve como sucessor o atual vice prefeito, Gilsimar Ferreira Pereira, conhecido como (Pelezinho), gestor de (2016-2020), em seguida, Marília Oliveira Gonçalves gestora de (2021-2024).
Nas eleições Municipais de 2024 foi eleito para prefeito Samuel Ribeiro que administrará nos anos de (2025-2028).
Atualmente existem grandes plantações de eucalipto de onde se extrai a madeira para a produção de celulose, pela empresa Suzano, em Imperatriz.
Não possui hoje nenhuma agência bancária. As opções para pagar contas são: Casa lotérica, e Caixas Expressos (Bradesco) presentes em alguns comércios.
A cidade carece de melhores investimentos na infraestrutura das vias, nas opções de lazer e cultura, no saneamento básico, onde falta de rede de esgoto. É frequente a falta de energia elétrica.

## Infraestrutura

### Água
O abastecimento, feito pela Companhia de Águas e Esgotos do Maranhão (Caema), abrangia 19% da população urbana em 2006. O restante dos moradores, incluídos os da zona rural, era atendido pela Prefeitura por meio de sistemas alternativos, formados por poços artesianos e rasos, cisternas e açudes.

### Esgotos
Segundo o Censo 2000, o município não contava com sistema de coleta, tratamento e destinação final do esgoto doméstico. As fossas rudimentares eram usadas em 74% das residências e as sépticas, em 26%

### Limpeza Pública
O lixo era coletado em 25% da zona urbana e até hoje depositado a céu aberto. Nas demais áreas, é descartado em terrenos baldios.

### Ruas e Iluminação
Os serviços de pavimentação, drenagem e iluminação pública são mantidos pela Prefeitura com o apoio de convênios federais estaduais. De acordo com o estudo, 5% das vias urbanas tinham asfalto e drenagem e 45% possuíam piso de blocos de concreto em 2005. A iluminação pública, segundo o estudo, abrangia 40% das ruas da área urbana e 30% dos povoados rurais. A eletrificação domiciliar, a cargo da Companhia Energética do Maranhão (Cemar), possuía 2.298 ligações urbanas (88% dos domicílios). Na zona rural, o povoado Primeiro Cocal contava com 126 ligações.

## Educação

### Estudantes
A cobertura abrange da educação infantil ao ensino médio, com atendimento prioritário ao nível fundamental. Em 2005, as creches particulares atendiam a 34 crianças e as municipais a 247.

### Escolas
Segundo dados parciais fornecidos pela Prefeitura e pelo Estado, a partir do Censo Escolar 2005, São Pedro da Água Branca possuía 15 escolas em 2004 – na maioria, municipais.

### Alfabetização
Na Educação de Jovens e Adultos (EJA), 147 alunos estavam matriculados nas escolas municipais, segundo dados fornecidos pela Prefeitura e Governo do Estado em 2006. A taxa de analfabetismo da população com 15 anos ou mais foi reduzida de 57,3%, em 1991, para 37,3%, em 2000, permanecendo bem acima da média do Maranhão (27,1%).

### Desempenho
No Exame Nacional do Ensino Médio (ENEM) de 2006, a média total (redação e prova objetiva) foi de 29,2, abaixo da média estadual (36,8). A média nacional foi de 42,5.

## Saúde
Em 2005, o município oferecia 26 leitos de clínica cirúrgica, pediatria e obstetrícia, integrados ao Sistema Único de Saúde (SUS). O número corresponde à proporção de 2,3 leitos por mil habitantes, de acordo com a população estimada pelo IBGE para 2006. Com potencial para 1.497 internações anuais, o município efetuou 605 durante o ano. No atendimento de saúde, um posto funcionava em 2005. Os Programas Saúde da Família (PSF) e Agentes Comunitários de Saúde (PACS) davam cobertura a 57,9% e 33,8% da população, respectivamente.
São Pedro da Água Branca registrou, em 2005, a média de 0,17 consulta médica por habitante em especialidades básicas. O número é inferior à média de 1,5 consulta considerada aceitável pelo Ministério da Saúde.

### Natalidade
O número de nascimentos aumentou, ao contrário da tendência nacional. A taxa de natalidade passou de 13, em 2000, para 16,7, em 2003. No ano, a taxa do Maranhão foi de 25,6, enquanto a do Nordeste e a do Brasil ficaram em 21,6 e 18,3, respectivamente.

### Mortalidade Infantil
O coeficiente de mortalidade infantil foi de 32,6 em 2004. A proporção de mortes nessa idade em relação a todas as faixas etárias da população passou de 8,9, em 2003, para 13,4, em 2004. Em 2003, essa proporção foi de 11 no Maranhão; 8,5 no Nordeste; e 5,7 no Brasil.

### Doenças

#### Parasitárias e infecciosas
De acordo com o SUS, em cada grupo de mil crianças menores de 5 anos, a taxa de internação por doenças diarréicas agudas foi de 32,8 em 2005. Em 2001 e 2003, as taxas de internação nessa faixa etária, com o mesmo diagnóstico, foram de 48,1 e 55,2, respectivamente.
Na região, os menores de 5 anos correspondem a 65% dos pacientes internados com essas doenças.

#### Crônicas não-transmissíveis
O município, com 280 casos de diabetes e 884 de hipertensão arterial estimados pelo Ministério da Saúde, não possuía tratamento especial para os portadores dessas doenças em 2005.

#### Respiratórias
Em 2005, segundo o SUS, a taxa de internação* de crianças até os 5 anos foi de 34,8. Em 2001 e 2003, as taxas foram de 43,9 e 11,7, respectivamente. Os principais diagnósticos foram pneumonia e asma

#### Crônicas transmissíveis
Tuberculose - Em 2004, de acordo com a Secretaria de Saúde do Estado, foram registrados mais de 70 casos de tuberculose por 100 mil habitantes no município. O número situa o município no nível mais alto de incidência da doença.
Hanseníase - O município registrou de dez a 20 casos em 2005 para cada grupo de 10 mil habitantes. O número é considerado muito alto pelo Ministério da Saúde.

#### Circulatórias
De acordo com o SUS, a taxa de internação por insuficiência cardíaca congestiva foi de 74,7 em 2005.

## Proteção Social

### Desenvolvimento humano
De 1991 a 2000, o Índice de Desenvolvimento Humano-Municipal (IDH-M) de São Pedro da Água Branca evoluiu de 0,462 para 0,588. O crescimento, de 27,2%, elevou o município ao nível médio desse indicador. A dimensão que mais contribuiu para o crescimento do IDH-M foi a educação.

### Bolsa família
O programa federal de maior importância social no município é o Bolsa Família, que transfere renda a famílias com rendimento per capita de até R$ 100 por mês. Em 2006, o programa atendeu a 1.434 famílias, cobrindo 97,2% das 1.475 que estavam em situação social vulnerável. O valor médio do benefício foi de R$ 69,68 mensais.

### Outros programas
O município contava com o programa estadual de distribuição de leite, voltado a crianças de seis meses a seis anos. Entre 1991 e 2000, segundo o IBGE, a proporção de pessoas pobres no município teve uma diminuição de 5,5% e a desigualdade de renda caiu de 0,588 para 0,56, pelo Índice de Gini.